# 香港愉景灣酒店

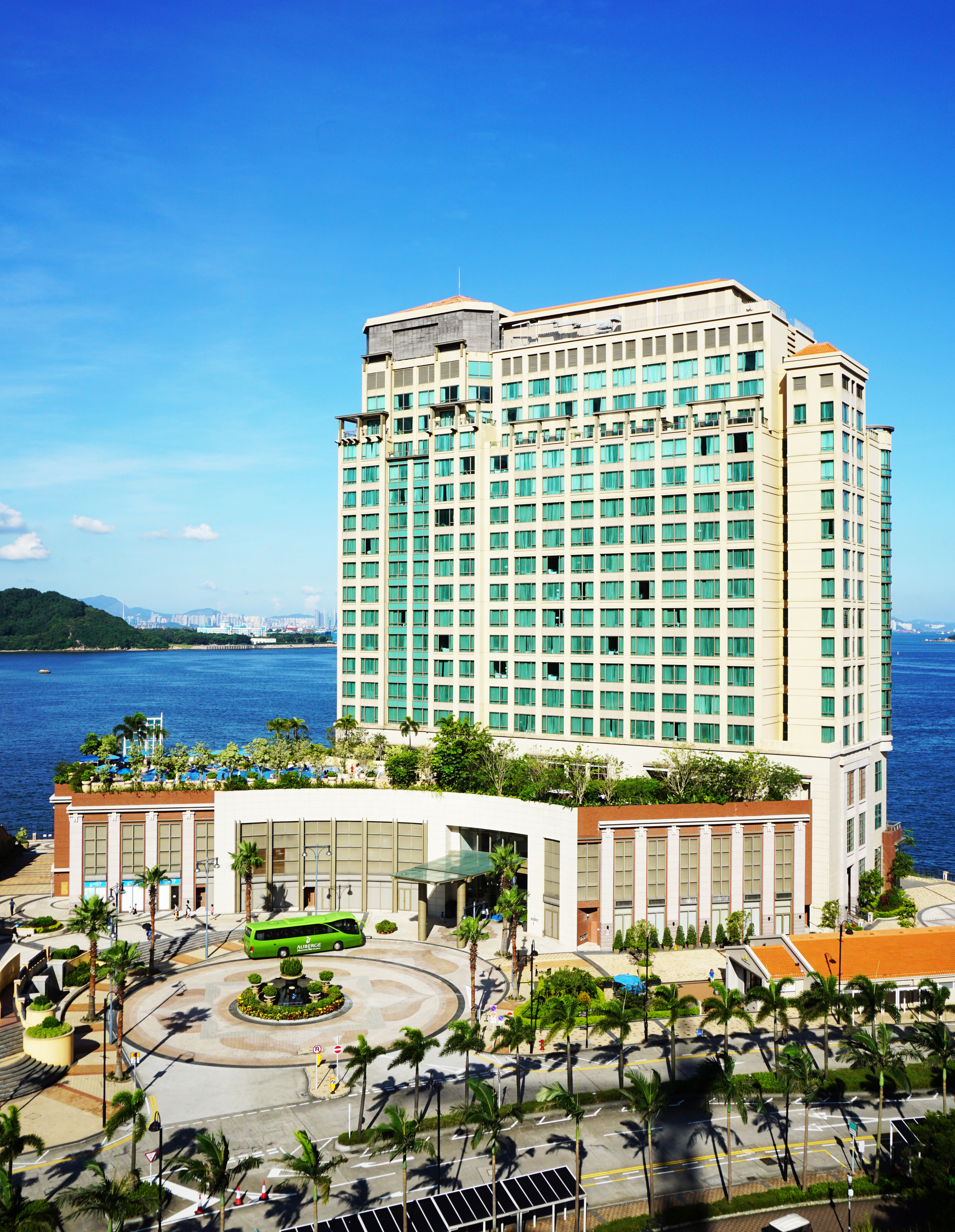
香港愉景灣酒店

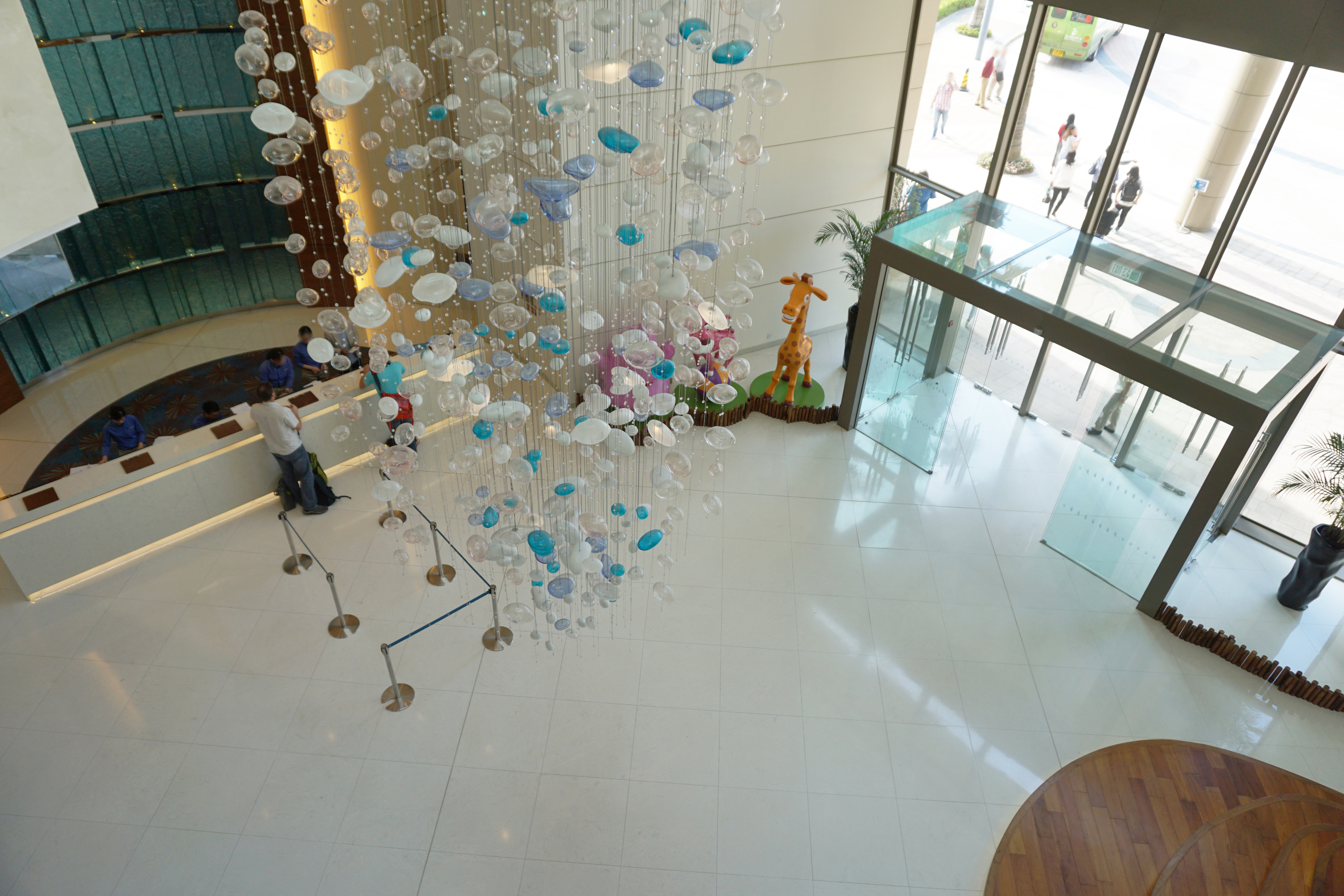
大堂接待處及酒店入口

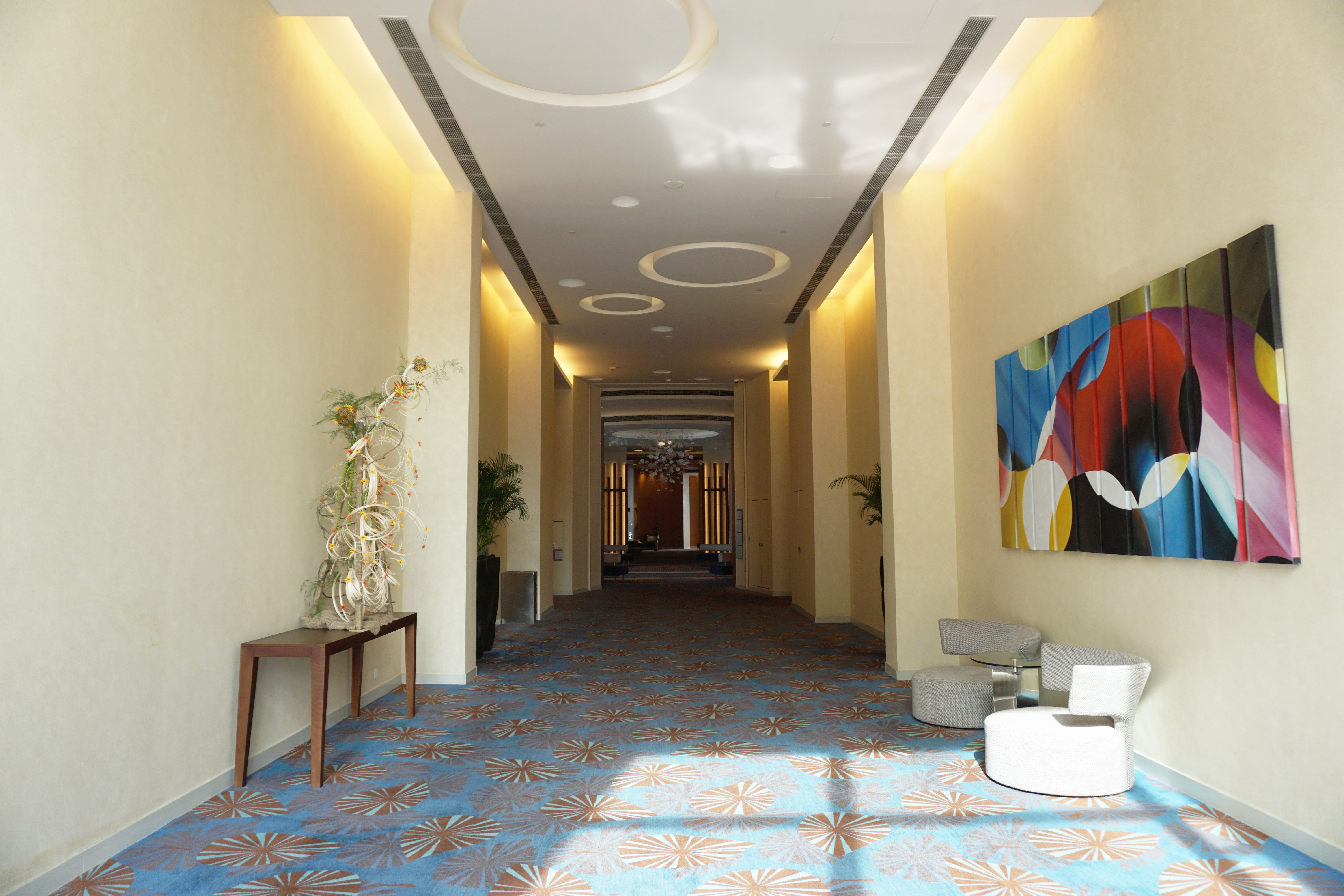
地下走廊

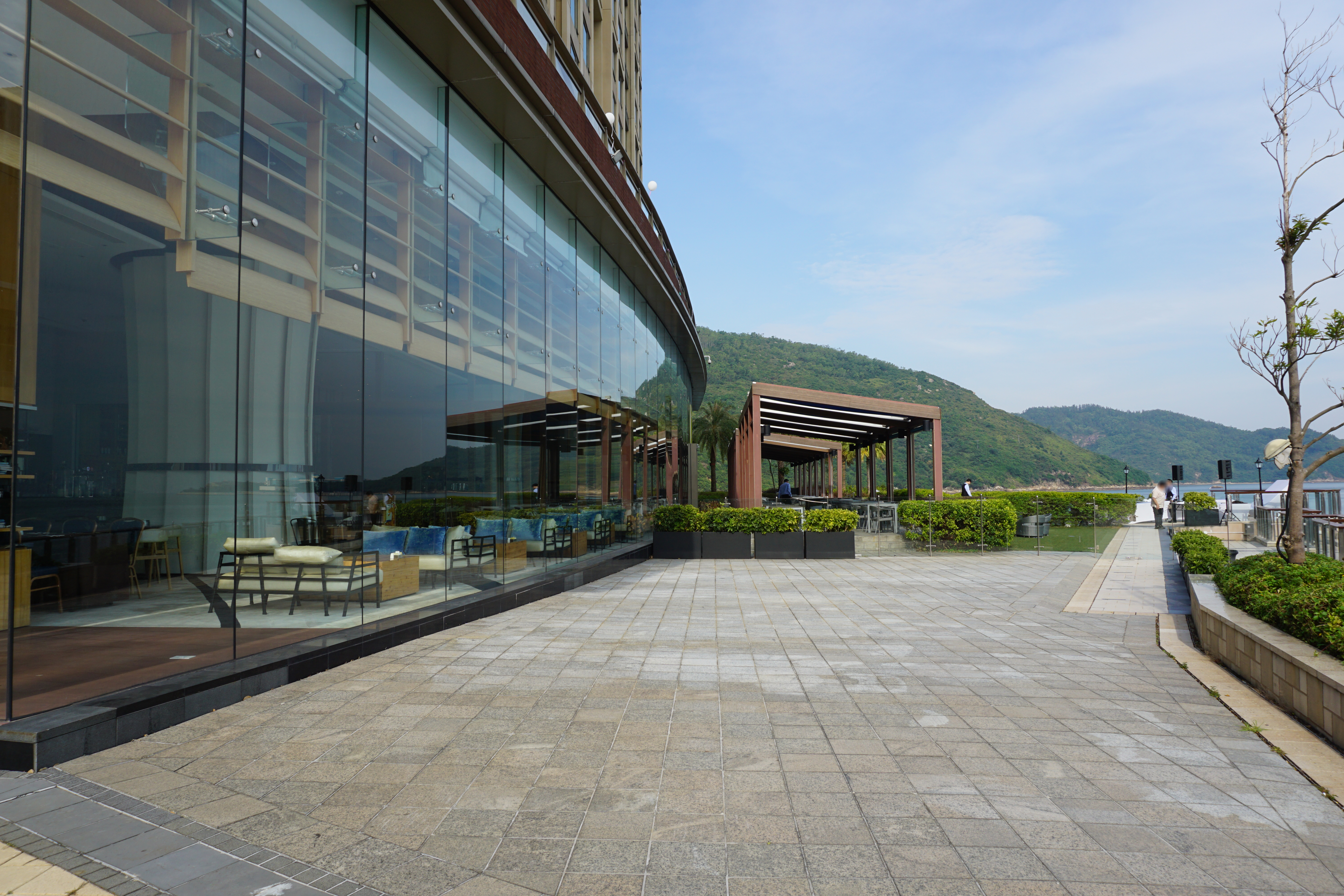
海玥餐廳

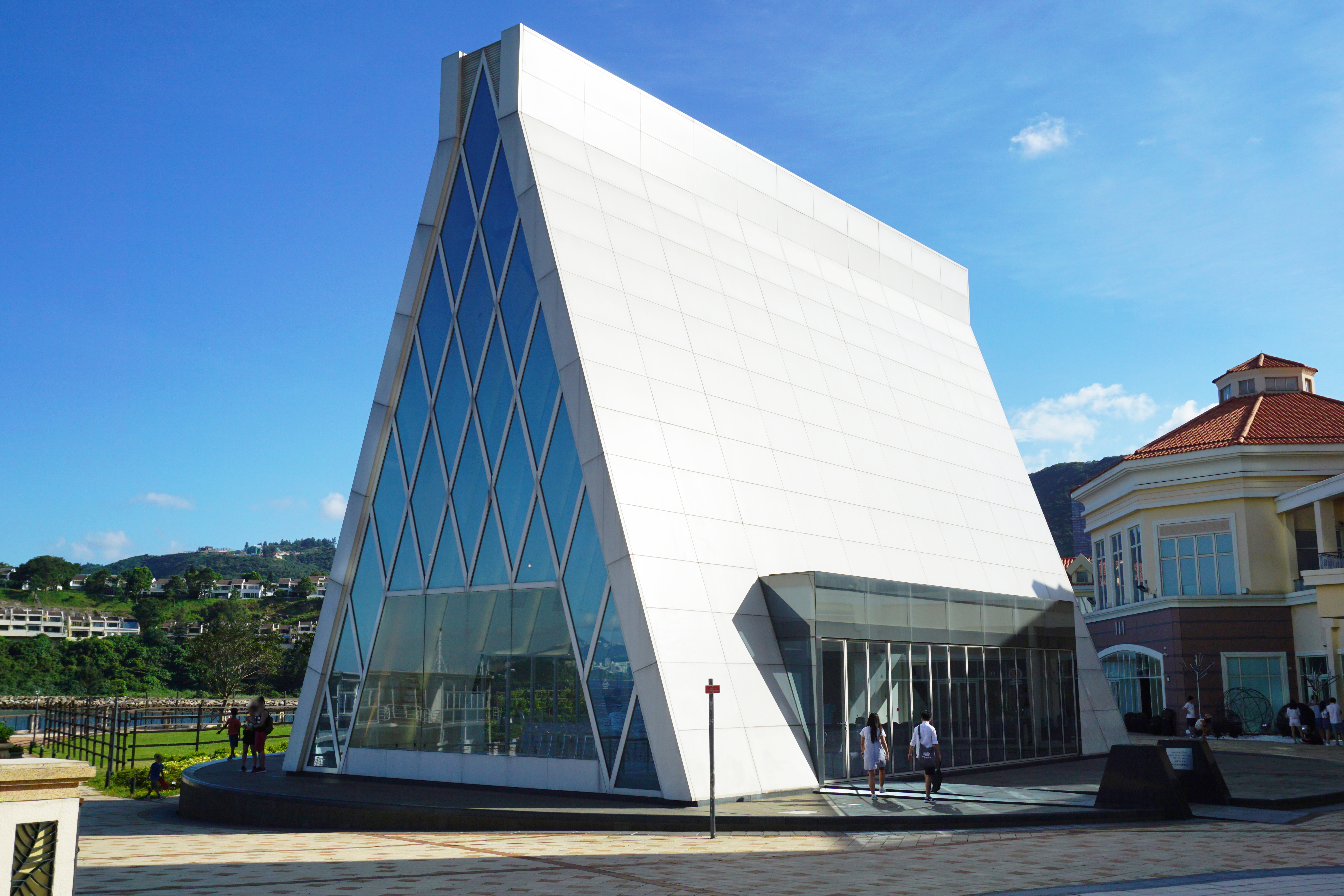
海濱白教堂

22°18′27″N 114°00′52″E / 22.307545°N 114.01447°E
香港愉景灣酒店（英語：Auberge Discovery Bay Hong Kong），在2013年落成，位於香港大嶼山愉景灣海澄湖畔路88號。現時由香港興業持有及管理。

## 設施
酒店設有325間雅致的客房及套房，包括64間時尚套房，當中40間為一至三房海景套房，面積由60至160平方米。
設施包括室外泳池、健身中心、大型餐廳、酒吧、Spa Botanica水療中心，以及面積達700平方米的宴會廳和另外11個多功能廳，總樓面面積為約26,000平方米。

## 海濱白教堂
酒店旁邊類似「關島」的是海濱白教堂在2013年開幕，面積為234平方米，天花高度12米，而劇院、課室、U型、會議室、雞尾酒會和宴會容納人數分別120、60、30、24、120和60人，還曾有對面南中國海的「歐洲古典帆船」（別名「濟民號」），目前已移走。。

## 附近景點
附近旅遊景點包括香港迪士尼樂園、昂坪360纜車、天壇大佛，而香港國際機場為25分鐘車程。
2012年4月和8月期間，香港興業宣佈，由布思暉（Anne Busfield）、鄧壁華（Marianna Tang）、陳錦棠（Peter Chan）及朱重明（Derek Chu），分別擔任該酒店市務及銷售總監、財務總監營運總監和總經理職務，根據資料布思暉、鄧壁華、陳錦棠及朱重明曾擔任多家跨國大型酒店管理經驗。

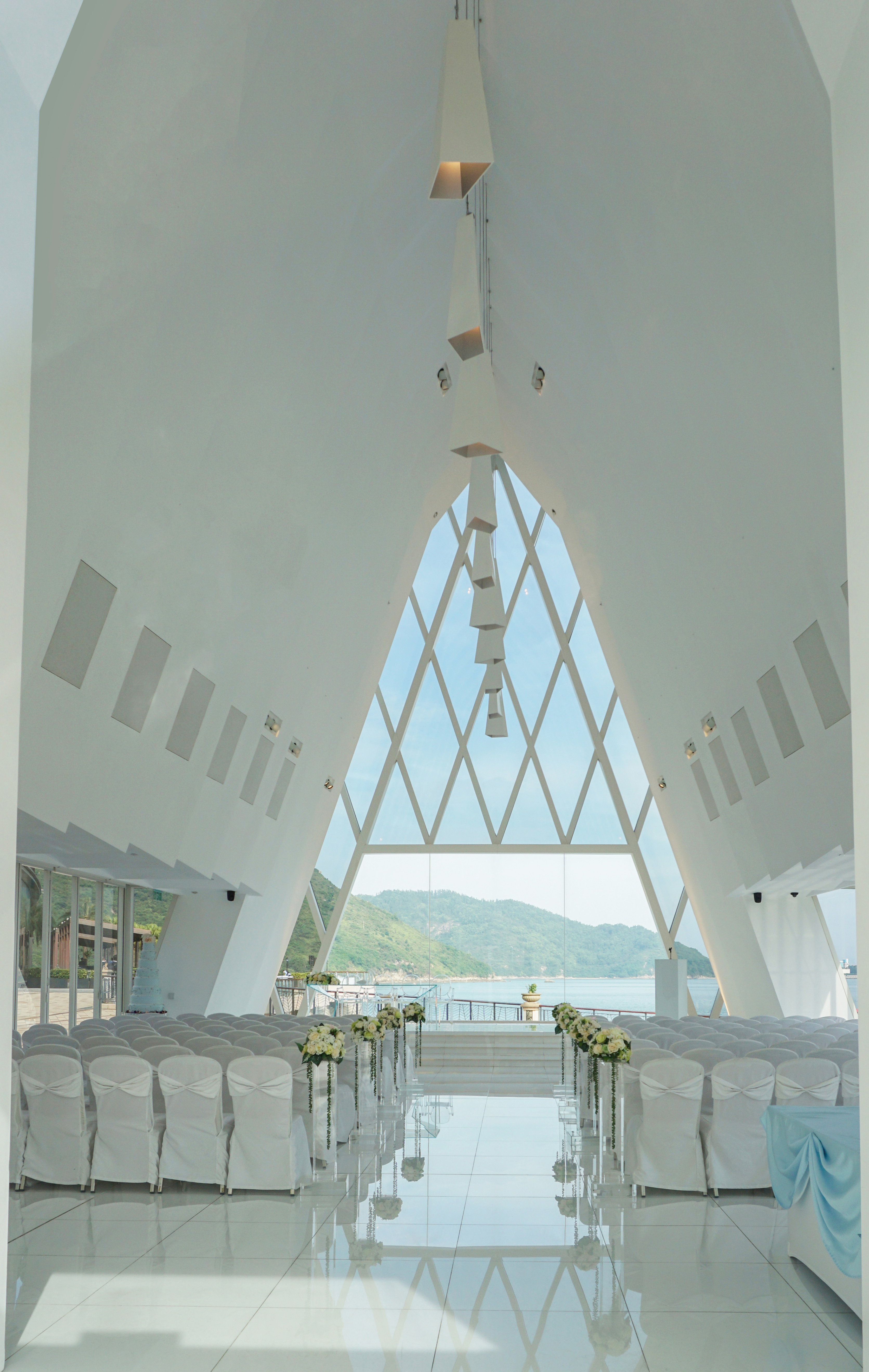
海濱白教堂呈三角型，混合了玻璃結構

## 外部連結
- AubergeDiscoveryBay.com （页面存档备份，存于）